# Cluden
Il cluden (genitivo cludinis) era una spada che i romani portavano nelle rappresentazioni teatrali. La lama rientrava nel manico appena incontrava una piccola resistenza e faceva così l'effetto di dare il colpo, senza però ferire. Il nome deriva da clūdo "(rin)chiudere", con allusione al fatto che la lama si rinserrava nel manico.
Viene citata, tra l'altro, da Apuleio, nella sua Apologia (78, 4), per esprimere il suo disprezzo per il suo accusatore, Herennius Rufinus, persona pavida ed effeminata: "Mentre tu danzi nei panni di Filomela o Medea o Clitennestra, mostri una tale debolezza d'animo, una tale paura delle armi, che danzi senza nemmeno reggere un'arma finta (sine cludine saltas.)". In questo passo, l'arma-giocattolo con la lama che si ritira invece di rimanere rigida viene citata non solo per ricordare lo status di attore (histrio) del suo avversario, ma anche per alludere alla sua mancanza di virilità, mediante una evidente metafora dell'arma come fallo.